# 北焦彭东岳庙大殿
北焦彭东岳庙大殿位于山西省临汾市襄汾县古城镇北焦彭村，元代建筑风格。2016年6月6日，北焦彭东岳庙大殿公布为第五批山西省文物保护单位。